# Conestoga Township
Conestoga Township o Township of Conestoga és un township al centre oest del Comtat de Lancaster (Pennsilvània) amb una població de 3.922 habitants segons el cens del 2020.

## Història

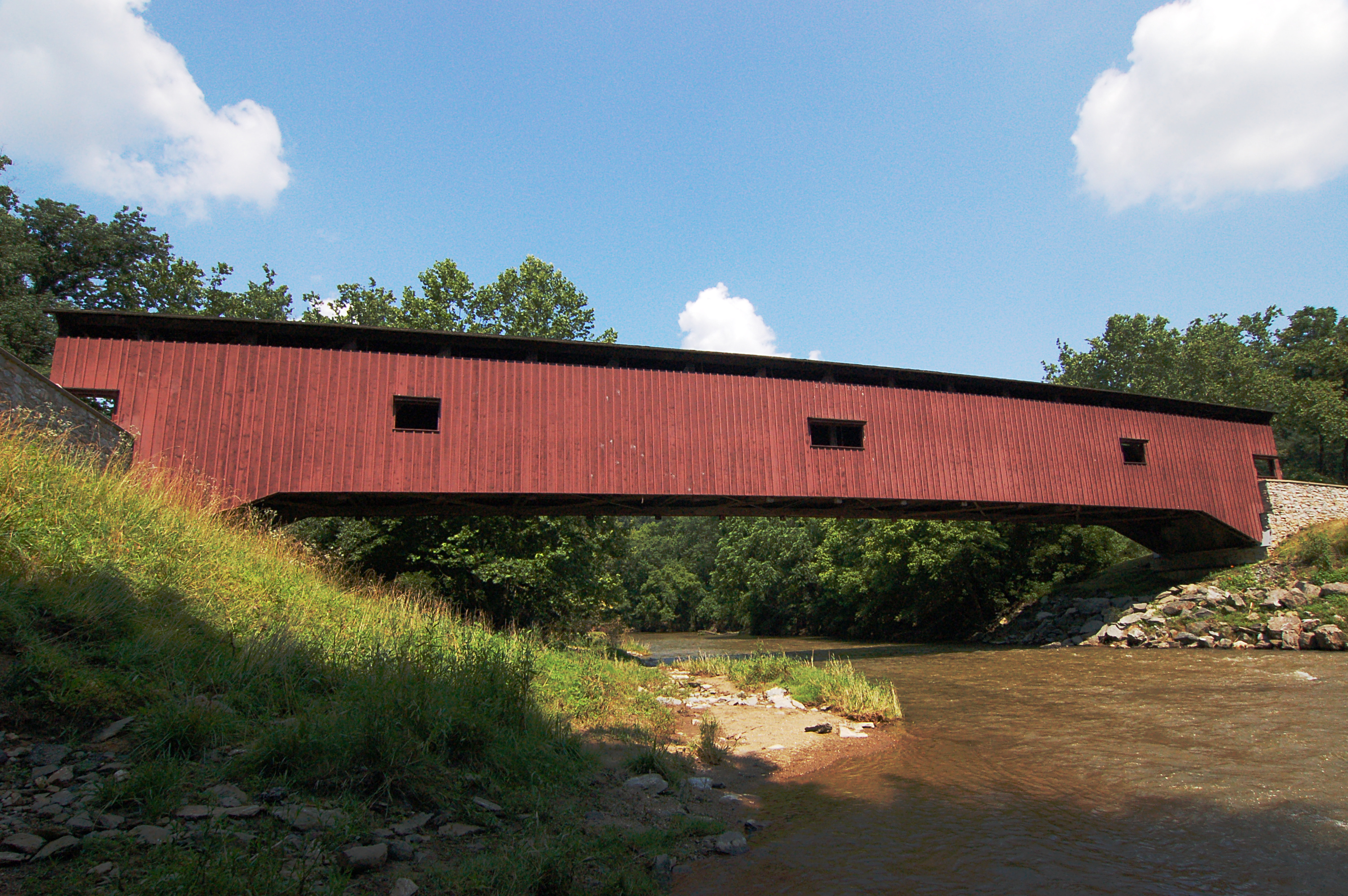
Pont cobert de Colemanville al township de Conestoga

El township de Conestoga es formà el 1712 com a part del comtat de Chester. El comtat de Lancaster no es va formar fins al 1729. El township de Pequea es va formar a partir del township de Conestoga.
Els carros Conestoga reben el nom del township; no es pot demostrar que els primers carros d'aquesta mena es construïssin al township, però almenys alguns sí.
El pont cobert de Colemanville i Big and Little Indian Rock Petroglyphs figuren al Registre Nacional de Llocs Històrics.

## Geografia física
Segons l'Oficina del Cens el township té una superfície de 16.4 milles quadrades (42 km2), de les quals 14.6 milles quadrades (38 km2) son terra ferma i 1.8 milles quadrades (4.7 km2)   (11,02%) son cobertes per les aigües. Al township hi ha les comunitats de Slackwater, Rockhill, Stone Hill, Conestoga, Safe Harbor i Colemanville.

## Geografia humana
D'acord al cens del 2000 el township tenia 3.749 habitants, 1.374 habitatges i 1.067 famílies, resultant una densitat de població de 99,0 hab./km2 (256,3 hab./milla quadrada). Hi havia 1.409 habitatges amb una densitat mitjana de 96,3 hab./milla quadrada (37,2 hab./km2). La composició racial del township era d'un 98,32% de blancs, un 0,32% de negres o afroamericans, un 0,13% de nadius americans, un 0,16% d'asiàtics, un 0,21% d'illencs del Pacífic, un 0,13% d'altres races i un 0,72% de dues o més races. El 0,99% de la població era hispana o llatina de qualsevol raça. Dels 1.374 habitatges en un 36,0% hi vivien menors de 18 anys, en un 66,2% hi vivien parelles casades, en un 7,5% hi vivien dones solteres i en un 22,3% no eren unitats familiars. El 17,3% dels habitatges estaven ocupats per una sola persona, i el 5,7% era una persona de 65 anys o més. A cada habitatge hi vivien de mitjana 2,73 persones, ascendint a 3,10 en el cas dels habitatges ocupats per famílies.
Per edats la població es repartia en les següents franges etàries: un 26,9% tenia menys de 18 anys, un 7,4% entre 18 i 24, un 29,5% entre 25 i 44, un 26,3% entre 45 i 60 i un 9,9% 65 anys o més. La mitjana d'edat era de 38 anys. Per cada 100 dones hi havia 101,9 homes. Per cada 100 dones de 18 o més anys hi havia 102,0 homes.
La renda mediana per habitatge era de 51.895 $ i la renda mediana per família de 57.768 $. Els homes tenien una renda mediana de 37.284 $ mentre que la de les dones era de 25.956 $. La renda per capita de la població era de 21.939 $. Al voltant del 2,2% de les famílies i el 3,5% de la població estaven per davall del llindar de pobresa, incloent el 2,2% dels menors de 18 anys i el 2,9% dels 65 o més.